# Blepharida verdea
Blepharida verdea es un coleóptero de la familia Chrysomelidae. Fue descrita en 1998 por Furth.